# 菲爾森
菲尔森（德語：Viersen，發音：[ˈfiːɐ̯zn̩] ⓘ）是德国北莱茵-威斯特法伦州杜塞尔多夫行政区菲尔森县的城市，也是菲尔森县的县治，面积91.1平方千米，2023年12月31日人口为79,250人。